# Браунсдейл (город, Миннесота)
Браунсдейл (англ. Brownsdale) — город в округе Моуэр, штат Миннесота, США. На площади 1,2 км² (1,2 км² — суша, водоёмов нет), согласно переписи 2002 года, проживают 718 человек. Плотность населения составляет 607,9 чел./км².
- Телефонный код города — 507
- Почтовый индекс — 55918
- FIPS-код города — 27-08164[1]
- GNIS-идентификатор — 0640546[2]